# Tourtenay
Tourtenay é uma comuna francesa na região administrativa da Nova Aquitânia, no departamento de Deux-Sèvres. Estende-se por uma área de 7,72 km². Em 2010 a comuna tinha 126 habitantes (densidade: 16,3 hab./km²).